# L'Espace politique
 (août 2017).
Si vous disposez d'ouvrages ou d'articles de référence ou si vous connaissez des sites web de qualité traitant du thème abordé ici, merci de compléter l'article en donnant les références utiles à sa vérifiabilité et en les liant à la section « Notes et références ».
L'Espace politique  est une revue scientifique de géographie spécialisée dans la diffusion des résultats de la recherche française et francophone en matière de géographie politique et de géopolitique. Elle a été fondée en 2007.
Elle se donne ainsi pour objectif de favoriser la compréhension de l’espace politique en présentant des modèles théoriques et des outils conceptuels appliqués à toutes les échelles (du mondial au local), mais aussi des thèmes pertinents par rapport à l’actualité ou à l’évolution de la discipline. Les thèmes fondamentaux de la revue s’articulent autour des notions d’espace et de territoire, de frontière et de limite, de réseaux et de pôle, d’acteurs et de dynamiques spatiales, et incluent aussi l’épistémologie.
La revue est en libre accès sur le portail OpenEdition Journals.